# Рабочий контроль
Рабо́чий контро́ль, контро́ль рабо́чих — контроль, осуществляемый самими рабочими над производством, распределением продуктов и связанными с ними процессами. 

Учет и контроль — вот главная экономическая задача каждого Совета рабочих, солдатских и крестьянских депутатов, каждого потребительного общества, каждого союза или комитета снабжения, каждого фабрично-заводского комитета или органа рабочего контроля вообще.— В. И. Ленин, Как организовать соревнование, 24 — 27 декабря 1917 года.
Необходимость рабочего контроля отстаивается левыми движениями, такими как коммунизм (в частности, троцкизм и титоизм), демократический социализм, социальный анархизм и христианский социализм.
Одна из форм рабочего контроля — рабочие советы. Коммунизм рабочих советов, который существовал в первые годы после Октябрьской революции в России, осуществлял рабочий контроль через фабрично-заводские комитеты. Синдикализм выступает за рабочий контроль через профсоюзы. Последним словом в развитии идеи рабочего контроля является партисипативная экономика.